# Castelnavet
Castelnavet är en kommun i departementet Gers i regionen Occitanien i sydvästra Frankrike. Kommunen ligger i kantonen Aignan som tillhör arrondissementet Mirande. År 2022 hade Castelnavet 116 invånare.

## Befolkningsutveckling
Antalet invånare i kommunen Castelnavet
Referens:INSEE